# Helen Frankenthaler
Helen Frankenthaler (přechýleně Frankenthalerová; 12. prosince 1928 New York – 27. prosince 2011 Darien, Connecticut) byla americká malířka, představitelka abstraktního expresionismu. Patří mezi nejvýznamnější americké umělkyně 20. století. Sehrála klíčovou roli v přechodu od abstraktního expresionismu k malbě Color Field založené na barevných plochách s využitím expresivního potenciálu barev. Svým vynálezem techniky soak–stain (vpíjení skvrn) rozšířila možnosti abstraktní malby, přičemž občas jedinečným způsobem odkazovala na krajinu nebo figuru.

## Život a dílo
Narodila se roku 1928 na Manhattanu do židovské intelektuální rodiny. Otec Alfred Franknethaler byl soudcem Nejvyššího soudu státu New York, matka Martha Löwensteinová přijela do Spojených států z Německa. Nejprve docházela na Daltonskou školu, kde byl jejím učitelem mexický malíř Rufino Tamayo. Později přešla na Bennington College ve Vermontu, kde studovala pod vedením Paula Feeleyho, který ovlivnil její raný kubistický styl. Po promoci v roce 1949 studovala soukromě u Hanse Hofmanna. 
V roce 1950 se seznámila s významným uměleckým kritikem Clementem Greenbergem a navázali spolu romantický vztah, který trval pět let. Greenberg, který byl téměř o dvacet let starší, ji představil předním umělcům abstraktního expresionismu, včetně Willema de Kooninga, Lee Krasnerové, Jacksona Pollocka a Franze Klineho.
V roce 1951 měla v New Yorku první samostatnou výstavu a téhož roku byla její práce zařazena také na přelomovou výstavu 9. St. Exhibition of Paintings and Sculpture, která představila hnutí amerického abstraktního expresionismu.
V roce 1952. po návštěvě Nového Skotska, Frankenthalerová vytvořila obraz Hory a moře (Mountains and Sea), který je považován za průlomové dílo americké abstrakce. Naředěnou olejovou barvu nalila přímo na surové plátno bez základního nátěru položené na podlaze ateliéru a různými pomůckami (stěrky, houby, malířské válečky) tato barevná pole roztírala po ploše obrazu. Výsledný obraz se stal prvním z jejich vlivných děl tvořených technikou soak–stain (vpíjení skvrn). Její obrazy zapůsobily na mnohé umělce (např. Morris Louis, Kenneth Noland) a ovlivnily vznik malířské školy Color Field. V následujících letech Frankenthalerová pokračovala v používání nové metody, kterou vyvinula a dále ji rozvíjela . Začala používat ředěné akrylové barvy, které umožnily vytvořit více definované hrany spolu s větší sytostí barev. Někdy plátno zvedla a naklonila různými způsoby, čímž umožnila barevným polím vsáknout se do povrchu a pohybovat se po povrchu kontrolovaným i spontánním způsobem. Nenatřené plochy plátna se staly důležitými tvary samy o sobě a nedílnou součástí kompozice obrazu. Inspiraci čerpala ze své trvalé lásky ke krajině, tvary a barvy na obrazech mohou v divákovi vyvolat dojem reálné krajiny. Příkladem je jedno z jejích monumentálních pláten Zátoka (The Bay, 1963), která vyjadřuje pocit jasu a spontánnosti a zároveň zdůrazňuje formální prvky barvy a tvaru.
Po roce 1960 Frankenthalerová začala rozvíjet své znalosti v jiných výtvarných oborech, především grafice, vytvářela dřevoryty, akvatinty a litografie, které její malbě konkurovaly svou nápaditostí a krásou.
V roce 1957 se seznámila s Robertem Motherwellem, dalším předním malířem abstraktního expresionismu, a následující rok spolu začali třináctileté manželství, což znamenalo období vzájemného uměleckého ovliňování. Oba pocházeli z privilegovaných společenských vrstev a mezi umělci byli proslulí přezdívkou „zlatý pár“. Rozvedli se v roce 1971. Frankenthalerová po rozvodu odcestovala na americký jihozápad. Dva výlety, které podnikla v polovině 70. let, vyústily v Desert Pass (1976) a několik dalších děl zachycujících barvy a tóny jihozápadní krajiny.
Již od roku 1959 se Frankenthalerová začala pravidelně objevovat na velkých mezinárodních výstavách. Svou první velkou muzejní výstavu měla v roce 1960 v židovském muzeu v New Yorku a druhou v roce 1969 ve Whitney Museum of American Art, po které následovalo mezinárodní turné. Vedle malování se věnovala také sochařství, keramice, grafikám, ilustraci knih, navrhování kulis pro balet a pracovala také jako pedagožka.
Frankenthalerová obdržela mnoho čestných titulů, vyznamenání a cen. V roce 2001 získala National Medal of Arts; pracovala v Národní radě pro umění Národní nadace pro umění od roku 1985 do roku 1992; byla členkou Americké akademie umění a literatury (1974–2011), kde v roce 1991 působila jako vicekancléřka; a byla jmenován čestnou členkou Královské akademie umění v Londýně v roce 2011. Založila Nadaci Helen Frankenthaler Foundation se sídlem v New Yorku, která se věnuje podpoře většího zájmu veřejnosti o vizuální umění a jeho porozumění.
Jejím druhým manželem byl od roku 1994 bankéř Stephen DuBrul. Zemřela ppo dlouhé nemoci v Darienu ve státu Connecticut roku 2011 ve věku 83 let.